# Primera División (Chile) 1989
Die Primera División 1989, auch unter dem Namen 1989 Campeonato Nacional de Fútbol Profesional bekannt, war die 57. Saison der Primera División, der höchsten Spielklasse im Fußball in Chile.
Die Meisterschaft gewann das Team von CSD Colo-Colo, das sich damit für die Copa Libertadores 1990 qualifizierte. Es war der sechzehnte Meisterschaftstitel für den Klub. Für die Copa Libertadores 1990 qualifizierte sich zudem Universidad Católica, das die Liguilla zur Copa Libertadores gewinnen konnte. Der Vorletzte Rangers de Talca und der Letzte Deportes Valdivia stiegen direkt und Unión San Felipe über die Relegationsliguilla in die zweite Liga ab. Die Copa Digeder 1989 gewann Meister Colo-Colo, die Copa Invierno Unión Española.

## Modus
Die 16 Teams spielen jeder gegen jeden mit Hin- und Rückspiel. Meister ist die Mannschaft mit den meisten Punkten und qualifiziert sich für die Copa Libertadores. Bei Punktgleichheit entscheidet ein Entscheidungsspiel um die bessere Position, wenn es um die Meisterschaft geht. In den anderen Fällen entscheidet das Torverhältnis. Die letzten zwei Teams der Tabelle steigen in die zweite Liga ab. Der Drittletzte der Tabelle spielt eine Liguilla mit zwei Zweitligateams. Der Erstplatzierte dieser Liguilla spielt in der Folgesaison erstklassig, die anderen beiden Teams zweitklassig. Der zweite Startplatz der Copa Libertadores wird durch eine Liguilla, an der die Mannschaften der Plätze 2 bis 5 teilnehmen, ausgespielt. Bei Punktgleichheit des ersten oder zweiten Platzes gibt es ein Entscheidungsspiel.

## Teilnehmer
Die drei Absteiger der Vorsaison CD Palestino und Universidad de Chile wurden durch die Aufsteiger Rangers de Talca und Unión San Felipe ersetzt. Folgende Vereine nahmen daher an der Meisterschaft 1989 teil:
| Mannschaft           | Stadt             |
| -------------------- | ----------------- |
| CD Cobreloa          | Calama            |
| CD Cobresal          | El Salvador       |
| CSD Colo-Colo        | Santiago de Chile |
| Deportes Concepción  | Concepción        |
| Deportes Iquique     | Iquique           |
| Deportes La Serena   | La Serena         |
| Deportes Valdivia    | Valdivia          |
| Everton              | Viña del Mar      |
| Fernández Vial       | Concepción        |
| CD Huachipato        | Talcahuano        |
| Naval de Talcahuano  | Talcahuano        |
| CD O’Higgins         | Rancagua          |
| Rangers de Talca     | Talca             |
| Unión Española       | Santiago de Chile |
| Unión San Felipe     | San Felipe        |
| Universidad Católica | Santiago de Chile |

## Tabelle
| Pl.                                | Verein               | Sp. | S  | U  | N  | Tore    | Diff. | Punkte |
| ---------------------------------- | -------------------- | --- | -- | -- | -- | ------- | ----- | ------ |
| 1.                                 | CSD Colo-Colo (P)    | 30  | 20 | 5  | 5  | 060:280 | +32   | 45     |
| 2.                                 | Universidad Católica | 30  | 17 | 8  | 5  | 059:220 | +37   | 42     |
| 3.                                 | CD Cobreloa (M)      | 30  | 16 | 7  | 7  | 052:270 | +25   | 39     |
| 4.                                 | CD Cobresal          | 30  | 13 | 10 | 7  | 050:310 | +19   | 36     |
| 5.                                 | Deportes La Serena   | 30  | 10 | 14 | 6  | 039:270 | +12   | 34     |
| 6.                                 | CD O’Higgins         | 30  | 9  | 13 | 8  | 037:290 | +8    | 31     |
| 7.                                 | Deportes Concepción  | 30  | 9  | 13 | 8  | 021:250 | −4    | 31     |
| 8.                                 | Unión Española       | 30  | 9  | 12 | 9  | 045:450 | ±0    | 30     |
| 9.                                 | Naval de Talcahuano  | 30  | 8  | 12 | 10 | 031:390 | −8    | 28     |
| 10.                                | CD Huachipato        | 30  | 9  | 10 | 11 | 025:370 | −12   | 28     |
| 11.                                | Everton              | 30  | 9  | 10 | 11 | 026:400 | −14   | 28     |
| 12.                                | Deportes Iquique     | 30  | 6  | 14 | 10 | 032:380 | −6    | 26     |
| 13.                                | Fernández Vial       | 30  | 5  | 13 | 12 | 031:440 | −13   | 23     |
| 14.                                | Unión San Felipe (N) | 30  | 7  | 9  | 14 | 043:610 | −18   | 23     |
| 15.                                | Rangers de Talca (N) | 30  | 7  | 7  | 16 | 034:480 | −14   | 21     |
| 16.                                | Deportes Valdivia    | 30  | 3  | 9  | 18 | 021:650 | −44   | 15     |
| Quelle: rsssf.org, Stand: Endstand |                      |     |    |    |    |         |       |        |

| (M) | Vorjahresmeister     |
| (P) | Vorjahrespokalsieger |
| (N) | Aufsteiger           |

## Beste Torschützen
| Rang | Spieler                | Klub                 | Tore |
| ---- | ---------------------- | -------------------- | ---- |
| 1    | Rubén Martínez         | CD Cobresal          | 25   |
| 2    | Juan Covarrubias       | CD Cobreloa          | 17   |
| 3    | Carlos Gustavo de Luca | Deportes La Serena   | 16   |
| 4    | Sergio Díaz            | CSD Colo-Colo        | 13   |
| 5    | Rodrigo Barrera        | Universidad Católica | 12   |
|      | Ariel Bravo            | Unión San Felipe     | 12   |
|      | Juan Carlos Letelier   | Deportes La Serena   | 12   |

## Liguilla Pre-Copa Libertadores

### Halbfinale
|                      | Gesamt    |                    | Hinspiel | Rückspiel |
| -------------------- | --------- | ------------------ | -------- | --------- |
| Universidad Católica | 5:3 n. V. | CD Cobresal        | 3:0      | 2:3 n. V. |
| CD Cobreloa          | 3:2       | Deportes La Serena | 3:1      | 0:1       |

### Finale
| Datum      |                      | Ergebnis |             | Ort                        |
| ---------- | -------------------- | -------- | ----------- | -------------------------- |
| 21.02.1990 | Universidad Católica | 4:1      | CD Cobreloa | Estadio Nacional, Santiago |

Damit qualifiziert sich Universidad Católica für die Copa Libertadores 1990

## Relegation

### Relegationsliguilla
| Pl. | Verein                 | Sp. | S | U | N | Tore    | Diff. | Punkte |
| --- | ---------------------- | --- | - | - | - | ------- | ----- | ------ |
| 1.  | Santiago Wanderers (2) | 2   | 1 | 1 | 0 | 007:400 | +3    | 03     |
| 2.  | Unión San Felipe (1)   | 2   | 1 | 1 | 0 | 004:300 | +1    | 03     |
| 3.  | CD Magallanes (2)      | 2   | 0 | 0 | 2 | 003:700 | −4    | 0      |

### Entscheidungsspiel
|                    | Ergebnis  |                  |
| ------------------ | --------- | ---------------- |
| Santiago Wanderers | 4:1 n. V. | Unión San Felipe |

Durch den Sieg im Entscheidungsspiel steigt Santiago Wanderers in die Primera División 1990 auf, während Unión San Felipe in die zweite Liga absteigen muss.